# 杜鵑 (模特兒)
杜鵑（1982年9月15日—），中國模特兒，上海戏剧学院戏曲舞蹈分院毕业，2002年新丝路中國模特大赛獲得冠军，並签约新丝路模特經紀公司，進入模特兒界。2006年簽約美國IMG MODELS。

## 電影
| 上映年度 | 电影名           | 角色   |
| 2013年   | 中國合夥人       | 蘇梅   |
| 2015年   | 港囧             | 杨伊   |
| 2016年   | 纽约纽约         | 阮玉鹃 |
| 2016年   | 從你的全世界路過 | 小容   |
| 2016年   | 擺渡人           | 何木子 |
| 2017年   | 搶紅             | 利芳   |
| 2018年   | 歐洲攻略         | 蘇菲   |
| 2018年   | 天氣預爆         | 電母   |
| 2019年   | 如影随心         | 文罂   |
| 2019年   | 秦明·生死語者    | 宛源   |
| 2023年   | 風再起時         | 蔡真   |

## 電視劇
| 首播年度 | 劇名 | 角色 |
| 2023年   | 繁花 | 雪芝 |

## 獎項及提名

### 電影獎項
| 年份 | 劇名       | 頒獎典禮         | 獎項         | 結果 |
| ---- | ---------- | ---------------- | ------------ | ---- |
| 2013 | 中國合夥人 | 第12届長春電影節 | 最佳女配角   | 提名 |
| 2013 | 中國合夥人 | 金雞獎           | 最佳女配角   | 提名 |
| 2014 | 中國合夥人 | 金像獎           | 最佳女配角   | 提名 |
| 2014 | 中國合夥人 | 金像獎           | 最佳新演員   | 提名 |
| 2014 | 中國合夥人 | 華語電影傳媒大獎 | 最受矚目表現 | 提名 |

### 其他獎項
- 2002年，新絲路中國模特大賽，总决赛冠軍、最具活力奖、三亚形象小姐。
- 2002年，中国最具潜力模特。
- 2003年，中国十佳职业模特。
- 2003年，Channe Young莱卡时尚BAZAAR最具风尚女模特。

## 廣告代言
- 苏罗服装平面廣告
- “上海滩”2005春夏系列服饰（香港）平面廣告
- 厦门航空電視廣告
- 2003新丝路北京模特大赛形象代言人
- 新浪短信小姐
- Louis Vuitton全球代言
- YSLRive Gauche全球代言
- Roberto Cavalli全球代言
- Gap全球代言
- Swarovski全球代言

## 外部連結
- NewYork Fashion - Du Juan （页面存档备份，存于）
- IMG Models - Du Juan